# Ednei (futebolista)
Ednei Ferreira de Oliveira, mais conhecido como Ednei (Brasília de Minas, 30 de novembro de 1985), é um futebolista brasileiro que atua como lateral-direito. Atualmente joga pelo North.
Tem como características principais a excelente bola parada, a velocidade e o drible rápido, sempre com arrancadas em direção ao gol.

## Carreira
Nascido no interior de Minas, Ednei sempre se destacou nos esportes desde sua infância, raras as vezes que não era destaque nas aulas de educação física na escola pública. Sem condições de ter acompanhamento profissional, aos 15 anos começou a fazer treinamentos fisicos por conta própria, onde fazia corridas de longo trajeto. Muito dedicado e disciplinado, sempre foi disputado pelas equipes da cidade para disputa de torneios. Aos 16 anos ingressou nas categorias de base do América Mineiro, onde permaneceu até 2004 conquistando vários títulos e premios pessoais. Aos 20 anos atingiu a equipe profissional do time, onde não teve muitas oportunidades e foi transferido ao  Itumbiara, passou por outros clubes sem se destacar até ser transferido para o MIKA da Armênia, onde jogou por alguns anos, por falta de adaptação decidiu retornar ao Brasil, foi contratado pelo Rio Branco, onde se destacou e se transferiu para o Veranópolis. No Rio Grande do Sul foi onde encontrou seu melhor futebol, sendo eleito o melhor lateral-direito do Gauchão, despertando interesse em grandes clubes, entre eles o Flamengo. No dia 14 de maio de 2013 foi apresentado como reforço do Inter de Porto Alegre para o Brasileirão.
No dia 14 de fevereiro de 2014, foi emprestado á Chapecoense para a disputa do Campeonato Catarinense.
No ano seguinte foi contratado pelo XV de Piracicaba para a disputa do Campeonato Paulista. Ainda 2015 foi contratado pelo ABC até o fim da temporada por indicação do técnico Toninho Cecílio com quem trabalhou no XV de Piracicaba. Marcou seu primeiro gol em uma cobrança de pênalti numa vitória por 4–2 diante do América Mineiro.
Em 2016 foi contratado pelo Atlético-GO até o fim da temporada para a disputa do campeonato Goiano, Copa do Brasil e Campeonato Brasileiro série B. No estadual vem sendo destaque da equipe, inclusive tendo marcado 2 gols olímpicos em 8 dias, em duas rodadas seguidas, contra Itumbiara e Goiás.

## Títulos
América Mineiro
- Taça Minas Gerais: 2005

FC Mika
- Copa da Armênia: 2011[2]

Rio Branco
- Campeonato Acriano: 2012[2]

## Prêmios individuais
- Melhor lateral-direito do Campeonato Gaúcho de Futebol de 2013[3][4][5]